# Zybli
Zybli (ukrainisch Циблі; russisch Цибли Zibli) ist ein Dorf in der ukrainischen Oblast Kiew mit etwa 3000 Einwohnern (2004).

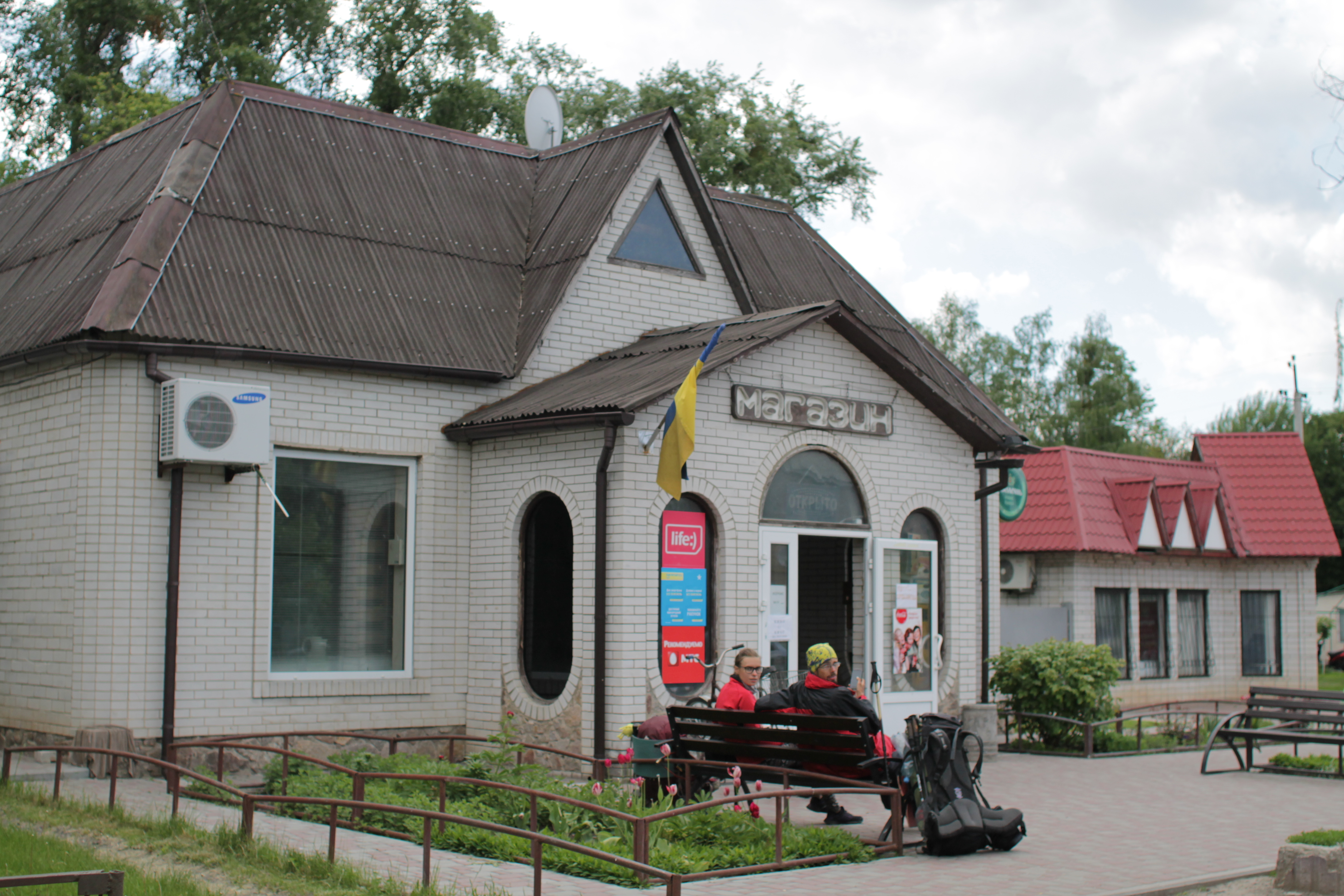
Geschäftsgebäude im Ort

Das 1658 erstmals schriftlich erwähnte Dorf liegt am linken Ufer des zum Kaniwer Stausee angestauten Dnepr sowie an der Fernstraße N 08.
Das ehemalige Rajonzentrum Perejaslaw befindet sich 15 km nordwestlich und die Hauptstadt Kiew liegt etwa 100 km nordwestlich von Zybli.

## Verwaltungsgliederung
Am 12. Juni 2020 wurde das Dorf zum Zentrum der neugegründeten Landgemeinde Zybli (Циблівська сільська громада/Zybliwska silska hromada). Zu dieser zählen auch die 6 in der untenstehenden Tabelle aufgelisteten Dörfer, bis dahin bildete es die gleichnamige Landratsgemeinde Zybli (Циблівська сільська рада/Zybliwska silska rada) im Südosten des Rajons Perejaslaw-Chmelnyzkyj.
Am 17. Juli 2020 kam es im Zuge einer großen Rajonsreform zum Anschluss des Rajonsgebietes an den Rajon Boryspil.
Folgende Orte sind neben dem Hauptort Zybli Teil der Gemeinde:
| Name                     | Name           | Name                                |
| ukrainisch transkribiert | ukrainisch     | russisch                            |
| ------------------------ | -------------- | ----------------------------------- |
| Chozky                   | Хоцьки         | Хоцки (Chozki)                      |
| Lezky                    | Лецьки         | Лецки (Lezki)                       |
| Polohy-Janenky           | Пологи-Яненки  | Пологи-Яненки (Pologi-Janenki)      |
| Polohy-Tschobitky        | Пологи-Чобітки | Пологи-Чеботки (Pologi-Tscherbotki) |
| Switanok                 | Світанок       | Свитанок (Switanok)                 |
| Winynzi                  | Вінинці        | Вининцы (Wininzy)                   |